# Xanthograpta
Xanthograpta é um gênero de traça pertencente à família Arctiidae.